# NEC Medias W N-05E
De NEC Medias W N-05E is een smartphone die ontwikkeld werd door het Japanse bedrijf NEC Corporation. De telefoon is tentoongesteld tijdens het MWC 2013 in Barcelona, Spanje. De telefoon komt uit in Japan en Europa. De N-05E maakt gebruik van het mobiele besturingssysteem Google Android, versie 4.1, ook wel Jelly Bean genoemd.
In tegenstelling tot de meeste andere telefoons, beschikt het toestel over twee schermen. De telefoon moet eerst opengeklapt worden om vervolgens de schermen naast elkaar te krijgen, zoals de Samsung SCH-W2013, Sony Tablet P en Kyocera Echo. Eén scherm is een capacitief aanraakscherm van 4,3 inch met een resolutie van 540 x 960 pixels, maar als allebei de schermen worden gebruikt, verandert dit in een grootte van 5,6 inch met een resolutie van 1080 x 960 pixels.
De phablet heeft standaard 16 GB opslaggeheugen. Dat geheugen kan uitgebreid worden met een microSD-kaart tot een maximumcapaciteit van 32 GB. De "tablet-o-phone", zoals het bedrijf het zelf noemt, heeft een dualcore-processor van Qualcomm die draait op 1,5 GHz. De telefoon heeft de beschikking over 1 GB aan RAM-werkgeheugen.
De tweeschermige telefoon beschikt over twee camera's; de achterste camera heeft een resolutie van 8 megapixel en met de secundaire camera kan men videobellen. De telefoon kan foto's maken (met digitaal inzoomen) en filmen. Daarnaast bevat het toestel ook een filmbeheerder.